# Montenegrinischer Fußballpokal 2006/07
Der Montenegrinischer Fußballpokal 2006/07 (Kup Crne Gore) war die erste Austragung des Pokalwettbewerbs im Fußball in Montenegro seit der Unabhängigkeit im Juni 2006. Pokalsieger wurde der FK Rudar Pljevlja, der sich im Finale gegen den FK Sutjeska Nikšić durchsetzte.
Durch den Sieg im Finale qualifizierte sich Rudar für die 1. Qualifikationsrunde im UEFA-Pokal 2007/08.

## Modus
In der 1. Runde wurde der Sieger in einem Spiel ermittelt. Stand es nach der regulären Spielzeit von 90 Minuten unentschieden, kam es ohne Verlängerung direkt zum Elfmeterschießen.
Im Achtel-, Viertel- und Halbfinale wurden die Sieger in Hin- und Rückspiel ermittelt. Bei Torgleichheit entschied zunächst die Anzahl der auswärts erzielten Tore, danach ohne Verlängerung ein Elfmeterschießen.
Das Finale wurde dagegen im Falle eines Remis zunächst verlängert und gegebenenfalls durch Elfmeterschießen entschieden.

## Teilnehmende Teams
| Prva Liga (12) | Druga Liga (12) | Treća Liga (6) |
| --- | --- | --- |
| - FK Berane - FK Budućnost Podgorica - FK Dečić Tuzi - FK Grbalj Radanovići - FK Jedinstvo Bijelo Polje - FK KOM Podgorica - FK Mladost Podgorica - FK Mogren Budva - OFK Petrovac - FK Rudar Pljevlja - FK Sutjeska Nikšić - FK Zeta Golubovci | - FK Arsenal Tivat - FK Bokelj Kotor - FK Bratsvo Cijevna - FK Čelik Nikšić - Crvena Stijena Podgorica - FK Gusinje - FK Ibar Rožaje - FK Jezero Plav - FK Lovćen Cetinje - FK Mornar Bar - FK Zabjelo - FK Zora Spuž | - FK Komovi (Sieger Nord) - FK Prvijenac (Finalist Nord) - FK Ribnica (Sieger Zentrum) - FK Iskra Danilovgrad (Finalist Zentrum) - FK Otrant Ulcinj (Sieger Süd) - FK Bijela (Finalist Süd) |

## 1. Runde
Die Finalisten des Pokals der Republik Montenegro 2005/06 Crvena Stijena Podgorica und FK KOM Podgorica erhielten ein Freilos.
| Datum      |                      | Ergebnis        |                           |
| ---------- | -------------------- | --------------- | ------------------------- |
| 03.10.2006 | FK Zabjelo           | 1:2             | FK Grbalj Radanovići      |
| 04.10.2006 | FK Berane            | 3:3 (4:2 i. E.) | FK Ibar Rožaje            |
| 04.10.2006 | FK Ribnica           | 0:1             | FK Mladost Podgorica      |
| 04.10.2006 | FK Bokelj Kotor      | 3:0             | FK Jedinstvo Bijelo Polje |
| 04.10.2006 | FK Otrant Ulcinj     | 1:1 (4:3 i. E.) | FK Mogren Budva           |
| 04.10.2006 | FK Dečić Tuzi        | 5:0             | FK Čelik Nikšić           |
| 04.10.2006 | FK Arsenal Tivat     | 0:2             | FK Sutjeska Nikšić        |
| 04.10.2006 | FK Bijela            | 0:4             | FK Budućnost Podgorica    |
| 04.10.2006 | FK Jezero Plav       | 0:3             | OFK Petrovac              |
| 04.10.2006 | FK Zeta Golubovci    | 2:1             | FK Lovćen Cetinje         |
| 04.10.2006 | FK Mornar Bar        | 0:1             | FK Rudar Pljevlja         |
| 04.10.2006 | FK Prvijenac         | 0:1             | FK Komovi                 |
| 04.10.2006 | FK Iskra Danilovgrad | 0:1             | FK Zora Spuž              |
| 04.10.2006 | FK Bratsvo Cijevna   | 3:0             | FK Gusinje                |

## Achtelfinale
| Datum             |                          | Gesamt          |                      | Hinspiel | Rückspiel |
| ----------------- | ------------------------ | --------------- | -------------------- | -------- | --------- |
| 18.10./30.10.2006 | Crvena Stijena Podgorica | 1:0             | FK Bratsvo Cijevna   | 1:0      | 0:0       |
| 18.10./01.11.2006 | FK Otrant Ulcinj         | 2:5             | FK Mladost Podgorica | 2:2      | 0:3       |
| 18.10./01.11.2006 | FK Berane                | 1:3             | FK Rudar Pljevlja    | 0:2      | 1:1       |
| 18.10./01.11.2006 | FK Sutjeska Nikšić       | 1:1 (4:3 i. E.) | FK Bokelj Kotor      | 0:1      | 1:0       |
| 18.10./01.11.2006 | OFK Petrovac             | 2:4             | FK Dečić Tuzi        | 1:1      | 1:3       |
| 18.10./01.11.2006 | FK Komovi                | 1:5             | FK Zora Spuž         | 1:5      | 0:0       |
| 18.10./01.11.2006 | FK Grbalj Radanovići     | 8:2             | FK KOM Podgorica     | 5:0      | 3:2       |
| 18.10./01.11.2006 | FK Budućnost Podgorica   | 2:3             | FK Zeta Golubovci    | 2:0      | 0:3       |

## Viertelfinale
| Datum             |                          | Gesamt    |                      | Hinspiel | Rückspiel |
| ----------------- | ------------------------ | --------- | -------------------- | -------- | --------- |
| 15.11./29.11.2006 | FK Zora Spuž             | 1:2       | FK Zeta Golubovci    | 1:1      | 0:1       |
| 15.11./29.11.2006 | Crvena Stijena Podgorica | 1:2       | FK Grbalj Radanovići | 1:1      | 0:1       |
| 15.11./29.11.2006 | FK Rudar Pljevlja        | 2:0       | FK Mladost Podgorica | 2:0      | 0:0       |
| 15.11./29.11.2006 | FK Sutjeska Nikšić       | (a)1:1(a) | FK Dečić Tuzi        | 0:0      | 1:1       |

## Halbfinale
| Datum             |                      | Gesamt    |                    | Hinspiel | Rückspiel |
| ----------------- | -------------------- | --------- | ------------------ | -------- | --------- |
| 25.04./16.05.2007 | FK Zeta Golubovci    | (a)3:3(a) | FK Sutjeska Nikšić | 3:2      | 0:1       |
| 25.04./16.05.2007 | FK Grbalj Radanovići | 0:2       | FK Rudar Pljevlja  | 0:2      | 0:0       |

## Finale
| Paarung            | FK Sutjeska Nikšić – FK Rudar Pljevlja |
| Ergebnis           | 1:2 (0:2) |
| Datum              | 30. Mai 2007 um 20:00 Uhr MESZ |
| Stadion            | Gradski Stadion pod Goricom, Podgorica |
| Zuschauer          | 4.500 |
| Schiedsrichter     | Jovan Kaluđerović |
| Tore               | 0:1 Vraneš (31.) 0:2 Lukovac (35.) 1:2 Međedović (54.) |
| FK Sutjeska Nikšić | Ivan Janjušević – Aleksandar Dubljević, Ilija Radović, Ivan Vujačić, Tomislav Ćirković – Miroslav Todorović, Dražen Međedović, Zijad Adrović (Boris Bulajić), Bojan Kalezić (Milenko Nerić) – Marko Kasalica (Stevan Pavićević), Dejan Marić |
| FK Rudar Pljevlja  | Srđan Blažić – Fadil Bašić, Mijuško Bojović, Zoran Vuković, Stevan Reljić (Dejan Damjanović) – Ramiz Lukovac, Damir Čakar, Dušan Tomić, Stevan Vraneš, Miodrag Karadžić (Nikola Sekulić) – Aleksandar Minić                                  |
| Gelbe Karten       | Dubljević, Ćiraković, Marić, Međedović, Kalezić, Nerić – Bašić, Vuković, Minić |